# Emerson Ferreira da Rosa
Emerson Ferreira da Rosa (Pelotas, 4 de abril de 1976) é um ex-futebolista brasileiro que atuava como volante.
Capitão original da Seleção Brasileira na Copa do Mundo FIFA de 2002, Emerson deslocou seu ombro esquerdo no treinamento antes do primeiro jogo; Ricardinho foi convocado em seu lugar, Cafu o substituiu como capitão e o Brasil seguiu rumo ao título. Quatro anos depois participou da Copa do Mundo de 2006, sua última competição com a Seleção Brasileira. O volante encerrou sua carreira de jogador em 2009, após uma curta passagem pelo Santos.
Durante a Copa do Mundo FIFA de 2010, realizada na África do Sul, Emerson trabalhou como comentarista esportivo na Band.

## Carreira

### Grêmio
Chegou às categorias de base do Grêmio em 1992, vindo do Progresso Futebol Clube, equipe amadora da cidade de Pelotas. Perseguido pelas lesões ainda na juventude, logo no início da carreira sofreu uma grave lesão: pelo Campeonato Gaúcho de 1995, no dia 18 de fevereiro, em partida disputada no Estádio Olímpico contra o Brasil de Farroupilha, contundiu-se após lesionar o joelho direito com apenas cinco minutos de jogo. Emerson sofreu uma entrada violenta do volante Pedrinho, que já lhe havia acertado três vezes em menos de cinco minutos.

### Bayer Leverkusen
Após uma grande passagem pelo Grêmio, Emerson seguiu para a Alemanha no ano de 1997, para jogar no Bayer Leverkusen. Ficou no clube alemão até o ano de 2000, onde seguiu para a Itália.
Na Copa do Mundo de 1998, após a dispensa de Romário da Seleção Brasileira, Emerson foi convocado para o seu lugar. Assumiu a camisa 11 da Seleção Brasileira daquela Copa, apesar de ser volante e não atacante como Romário.

### Roma e Juventus
Em 2000, assinou com a Roma, onde participou da conquista da Serie A e da Supercopa da Itália de 2001. Após se destacar no clube romano, a Juventus e o Real Madrid se interessaram pelo seu passe. A Roma queria vendê-lo para o Real Madrid, mas Emerson preferiu assinar com a Juventus e foi vendido em julho de 2004 por um valor em torno de 15 milhões de euros. Apesar de não conquistar títulos na Velha Senhora, destacou-se; era um jogador de confiança do técnico Fabio Capello. No total, atuou em 91 partidas e marcou seis gols pelo time.

### Real Madrid

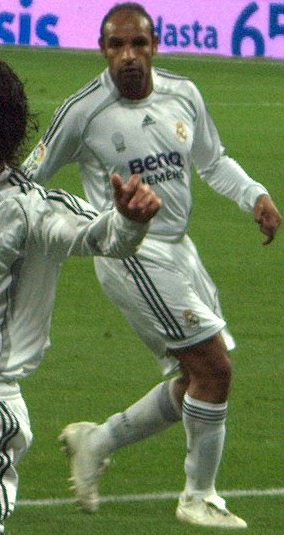
Emerson atuando pelo Real Madrid em 2007

Quando Capello rumou para a Espanha em 2006, para comandar o Real Madrid, levou consigo dois destaques da Juve: Emerson e o zagueiro Fabio Cannavaro. Emerson foi apresentado oficialmente pelo clube merengue no dia 26 de julho.
No entanto, devido ao declínio da relação entre Emerson e Capello e da má performance do jogador no Real Madrid, em janeiro de 2007 o brasileiro declarou querer voltar à Juventus. Porém, até maio, voltou a ter um bom desempenho dentro de campo, assim como todo o time, que terminou campeão da La Liga (Campeonato Espanhol). No dia 12 de maio, o brasileiro declarou sua intenção de permanecer no clube merengue.
Ainda em 2007, em seu programa de rádio El Larguero, o então presidente do Real Madrid, Ramón Calderón, afirmou que Emerson deixaria o Real durante o verão, juntamente com atacante o italiano Antonio Cassano, por razões técnicas.

### Milan
No dia 21 de agosto de 2007, o Milan confirmou oficialmente a transferência do brasileiro. Ele fez sua estreia oficial no dia 31 de agosto, na vitória de 3–1 sobre o Sevilla, pela Supercopa da UEFA. Após quase dois anos no clube de Milão, rescindiu com o clube rossonero devido à diversas lesões e pelo fato do técnico Carlo Ancelotti não utilizá-lo.

### Santos
No dia 26 de julho de 2009, a diretoria do Santos anunciou pelo seu Twitter oficial a contratação do jogador para integrar o elenco do time no Campeonato Brasileiro, sob comando do recém-contratado técnico Vanderlei Luxemburgo.
No dia 16 de outubro, após ter de fazer uma cirurgia e não poder mais jogar pelo clube naquele ano, rescindiu seu contrato. O volante, que havia disputado apenas seis jogos pelo Peixe, optou por encerrar a carreira.

## Pós-aposentadoria

### Comentarista esportivo
Durante a Copa do Mundo de 2010, trabalhou como comentarista esportivo na Band junto aos ex-jogadores Vampeta e Denílson, no programa Band Mania.

### Auxiliar técnico
No dia 26 de março de 2012, Emerson foi anunciado como auxiliar técnico pelo Grêmio, à convite do treinador Vanderlei Luxemburgo. Em maio de 2013, após a eliminação da equipe na Copa Libertadores da América e no Campeonato Gaúcho, o ex-volante pediu demissão e deixou o Tricolor.

### Miami Dade
No dia 3 de novembro de 2015, seis anos após a aposentadoria, Emerson assinou com o modesto Miami Dade, dos Estados Unidos. Além de jogador, o brasileiro também foi diretor executivo do clube.

## Títulos
Grêmio
- Copa do Brasil: 1994 e 1997
- Campeonato Gaúcho: 1995 e 1996
- Recopa Sul-Americana: 1996
- Campeonato Brasileiro: 1996

Roma
- Serie A: 2000–01

Real Madrid
- La Liga: 2006–07

Milan
- Supercopa da UEFA: 2007
- Copa do Mundo de Clubes da FIFA: 2007

Seleção Brasileira
- Copa América: 1999
- Copa das Confederações FIFA: 2005